# Маслина африканская
Масли́на африка́нская (лат. Olea europaea subsp. cuspidata) — вечнозеленое дерево с густой раскидистой кроной; подвид маслины европейской (Olea europaea) семейства маслиновые (Oleaceae).

## Название
Растение имеет различные народные названия: дикая маслина, индийская маслина. Также имеет название «железное дерево», полученное за её тяжелый вес. Английское название растения — Olea africana.

## Распространение
Распространено в Южной Африке, Пакистане, Китае, Индии.

## Ботаническое описание
Много-разветвлённое вечнозелёное дерево, высотой от 2 до 15 метров.
Кора грубая, цвета от серого до коричневого.
Листья от 3 до 7 см в длину, от 0,8 до 2,5 см в ширину.
Пурпурно-черные яйцевидные плоды появляются с марта по июль.
Древесина прочная, тяжелая, свилеватая, имеет сильный приятный запах.
Темп роста — медленный, около 250—400 мм в год.

## Интересные факты
В Австралии это растение классифицируется как вредный сорняк. Оно распространяется в основном из-за птиц, питающихся плодами этого дерева.

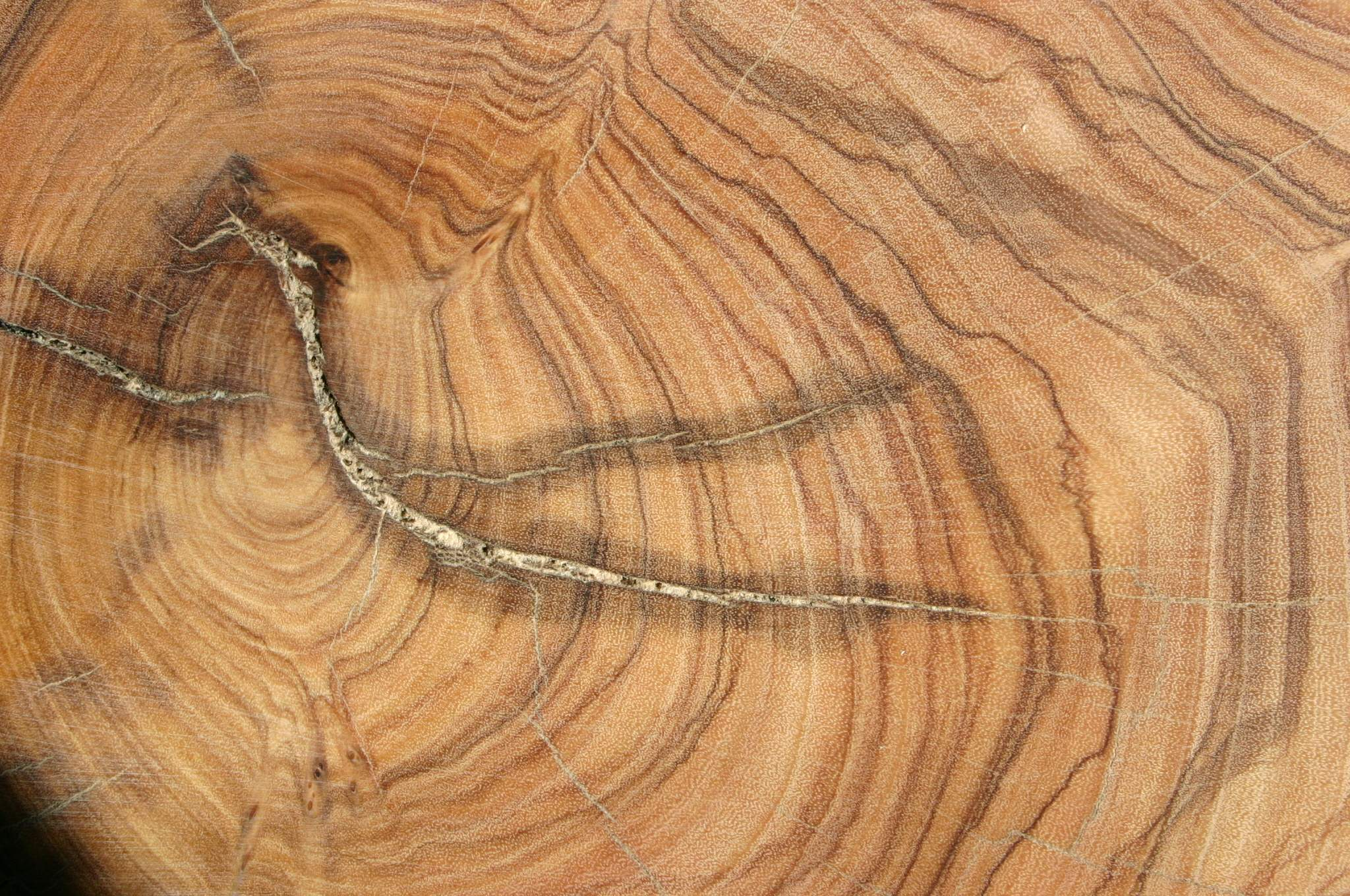
Текстура древесины ствола

## Применение
- Древесина, благодаря её хорошим качествам, применяется в изготовлении мебели, дорогих токарных и столярных изделий[1].
- Листья применяются в медицине, используются для чаев.
- Из сока плодов этого дерева также можно сделать чернила[2].